# 95 km (obwód leningradzki)
95 km (ros. 95 км) – przystanek kolejowy w miejscowości Wojbokało, w rejonie kirowskim, w obwodzie leningradzkim, w Rosji. Położony jest na linii Petersburg - Mga - Wołchow.